# Przystanek Woodstock (album Hey)
Przystanek Woodstock – wydawnictwo DVD zespołu Hey. Koncert zarejestrowano 31 lipca 2004 roku na X Przystanku Woodstock w Kostrzynie nad Odrą.
Nagranie uzyskało status złotej płyty.

## Spis utworów
| Nr  | Tytuł utworu                       | Długość |
| --- | ---------------------------------- | ------- |
| 1.  | „Muka!”                            |         |
| 2.  | „Moogie”                           |         |
| 3.  | „Zobaczysz”                        |         |
| 4.  | „4 pory”                           |         |
| 5.  | „Cisza ja i czas”                  |         |
| 6.  | „sic!”                             |         |
| 7.  | „Manto”                            |         |
| 8.  | „Mru mru”                          |         |
| 9.  | „Mikimoto - król pereł”            |         |
| 10. | „Antiba”                           |         |
| 11. | „Teksański”                        |         |
| 12. | „Ja sowa”                          |         |
| 13. | „Ho”                               |         |
| 14. | „I’m only sleeping”                |         |
| 15. | „Dorosłość jak początek umierania” |         |
| 16. | „Chyba”                            |         |
| 17. | „As raindrops Fell”                |         |
| 18. | „Zazdrość”                         |         |
| 19. | „Katasza”                          |         |
| 20. | „Moja i twoja nadzieja”            |         |

| Materiały dodatkowe | Materiały dodatkowe                                                | Materiały dodatkowe |
| Nr                  | Tytuł utworu                                                       | Długość             |
| ------------------- | ------------------------------------------------------------------ | ------------------- |
| 1.                  | „Wywiad z członkami zespołu tuż po koncercie”                      |                     |
| 2.                  | „Hey w obiektywie - galeria fotografii z koncertu”                 |                     |
| 3.                  | „Fragment filmu Przystanek Woodstock - Najgłośniejszy Film Polski” |                     |
| 4.                  | „Dosyć poważnie” (Przystanek Woodstock 2002)                       |                     |
| 5.                  | „Where Is My Mind?” (Przystanek Woodstock 2002)                    |                     |
| 6.                  | „Cudzoziemka w raju kobiet” (Przystanek Woodstock 2002)            |                     |
| 7.                  | „Dreams” (Przystanek Woodstock 2002)                               |                     |
| 8.                  | „Schizofrenic Family” (Przystanek Woodstock 2002)                  |                     |